# Grijsflankkruiplijster
De grijsflankkruiplijster (Erythrogenys swinhoei synoniem: Pomatorhinus swinhoei) is een zangvogel uit de familie Timaliidae (timalia’s). Deze vogel is in 1874 door pater Armand David geldig beschreven en vernoemd naar de Britse diplomaat en natuuronderzoeker Robert Swinhoe.

## Herkenning
De vogel is 22 tot 24 cm lang. Zoals de naam al aangeeft zijn de grijze flanken en de verder vuilwitte buik de opvallende kenmerken van deze soort kruiplijster, die verder sterk lijkt op de zwartstreepkruiplijster.

## Verspreiding en leefgebied
Deze soort is endemisch in zuidelijk China.

## Status
De grootte van de populatie is niet gekwantificeerd maar de soort wordt omschreven als algemeen, vooral op grotere hoogtes. Op de Rode lijst van de IUCN heeft deze soort de status niet bedreigd. De vrees bestaat dat de aantallen afnemen door habitatverlies en versnippering van het leefgebied.